# Prestonia ipomaeifolia
Prestonia ipomaeifolia är en oleanderväxtart som beskrevs av A.Dc.. Prestonia ipomaeifolia ingår i släktet Prestonia och familjen oleanderväxter. Inga underarter finns listade i Catalogue of Life.